# Doug Clifford
Doug "Cosmo" Clifford (ur. 24 kwietnia 1945 w Palo Alto, Kalifornia, USA) – perkusista w amerykańskiej grupie rockowej Creedence Clearwater Revival. Po rozpadzie zespołu, Clifford i basista CCR, Stu Cook dołączyli do zespołu Dona Harrisona. Clifford nagrał również album solowy, a w 1995 razem z Cookiem założył zespół Creedence Clearwater Revisited.